# Pedro Pascasio Martínez
Pedro Pascasio Martínez Rojas (Cerinza, 20 de octubre de 1807-Ibidem, 24 de marzo de 1885) fue un soldado preadolescente neogranadino que participó en la Campaña Libertadora de Nueva Granada cuando tenía 11 años. Participó en las decisivas batallas del Pantano de Vargas y del Puente de Boyacá en la cual, luego de la derrota de las tropas realistas, junto a otro soldado conocido como Negro José, dio captura al comandante del ejército enemigo José María Barreiro.

## Biografía
Nació en el municipio de Cerinza (Boyacá), actual Colombia, el 20 de octubre de 1807. En 1819, se sumó al ejército de Simón Bolívar como cuidador de caballos cuando este arribó a su poblado natal. En la noche del 7 de agosto de 1819, luego de la derrota de las tropas españolas en la batalla de Boyacá, el comandante del ejército español José María Barreiro se ocultó junto a otro oficial detrás de unas rocas en inmediaciones al río Teatinos. En este lugar fue descubierto por Martínez y su  compañero de misión, el Negrito José. El negrito José sacó de acción al compañero de Barreiro. El oficial sorprendido por la actitud de los niños les ofrece una bolsa con monedas de oro para que lo dejaran huir, pero Pedro Pascasio lo rechazó diciendo "Ni todo el dinero del mundo podrá comprar la libertad de una nación" y lo llevan prisionero ante el Libertador Simón Bolívar.
Por esta captura fue compensado con la suma de cien pesos y ascendido a sargento por Bolívar. Tras culminar la guerra de Independencia, fue retirado del ejército y permaneció en Belén a espera de su pensión, que nunca recibió; desempeñó los oficios de leñador y carguero hasta su muerte el 24 de marzo de 1885. En 1880, el Congreso de Colombia por medio de la ley 93 reconoció su hazaña y le asignó una pensión de un peso, la cual recibió en una sola oportunidad.
Hasta hoy en día tiene descendientes que no lo olvidaron.

## Leyendas populares

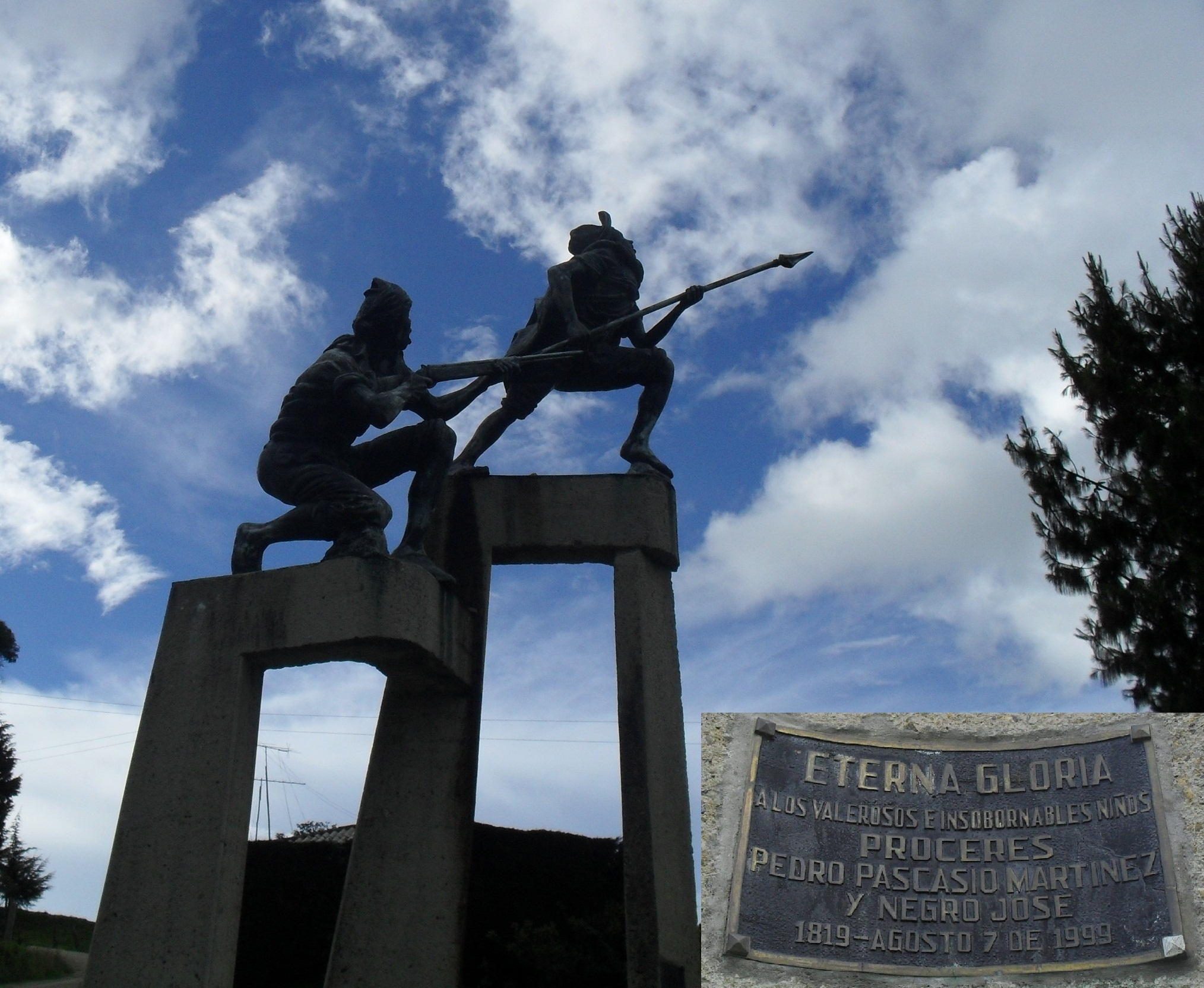
Monumento dedicado a Pedro Pascasio Martínez parque Belén Boyacá

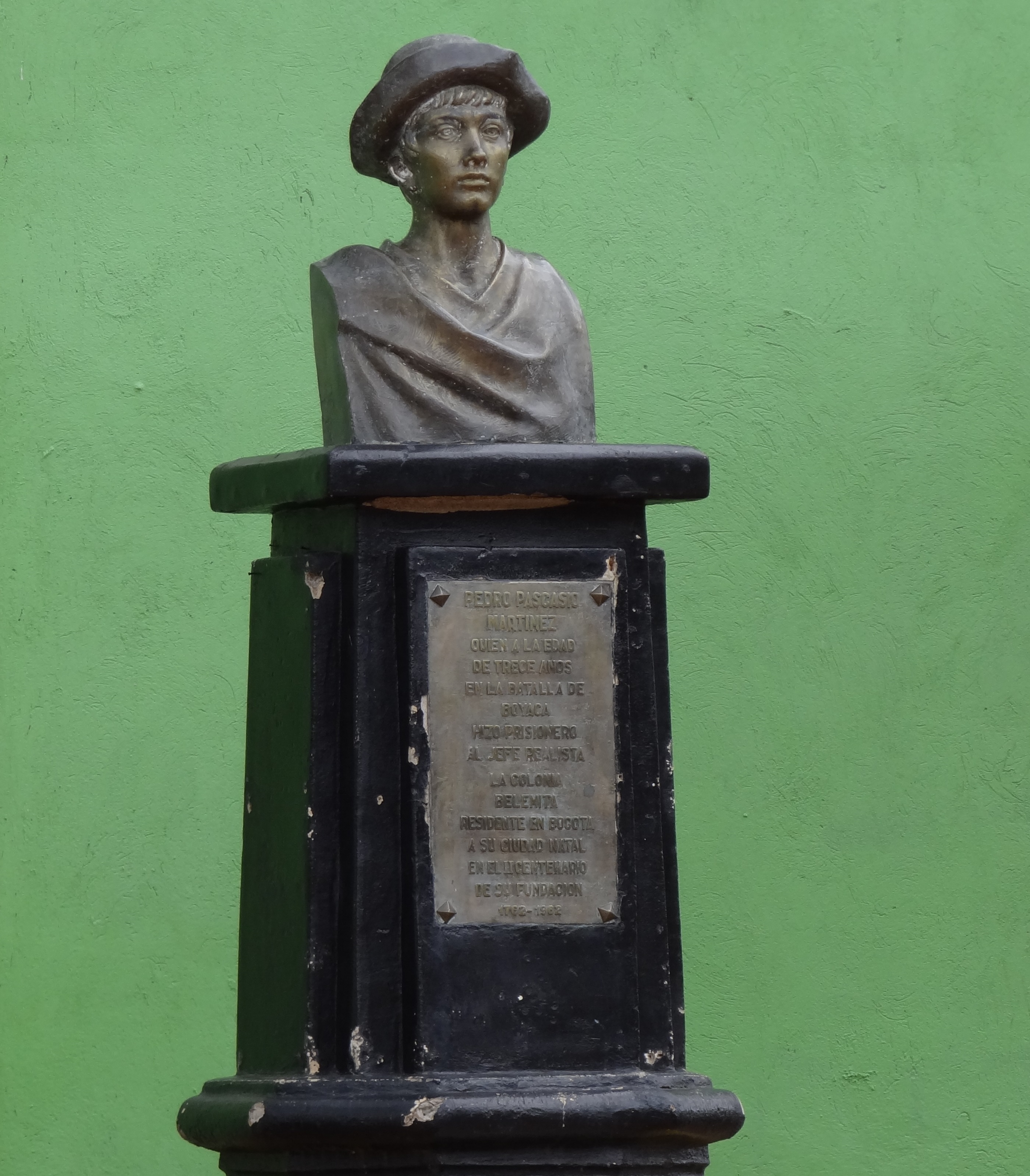

La leyenda del niño soldado honrado:
Cuenta la leyenda que la mala suerte de Barreiro en tierras americanas quedó sellada esa misma noche de Boyacá cuando un muchacho de 11 años que se encargaba de cuidar los dos caballos del  Bolívar, Pedro Pascasio Martínez, acompañado de un soldado llamado Negro José, lo hizo  prisionero después de negarse a ser sobornado por las monedas de oro de Barreiro. Por el heroico acto de atrapar al general Barreiro fue ascendido a sargento y se le prometieron 300 pesos.

## Honores
- Monumento a Pedro Pascasio Martínez. En la Escuela de Soldados Profesionales y en Belén (Boyacá).
- Las Piedras de Barreiro ubicadas cerca la sede de secundaria de la Institución Educativa Panamericano Puente Boyacá: en donde el coronel español José María Barreiro Manjón intentó sobornar al joven Pedro Pascasio Martínez para poder escapar del ejército patriota.
- La Escuela de soldados profesionales del Ejército nacional de Colombia lleva su nombre.
- La Medalla Pedro Pascasio Martínez de Ética Republicana honra a la persona que trabaje en la recuperación de valores éticos ciudadanos que conduzcan a la prevención de la corrupción. ... Distinción que se realiza cada año en el marco de la celebración del Día Nacional de la Lucha Contra la Corrupción.
- Uno de sus descendientes fue nombrado con el mismo nombre siendo así Pedro Pascasio Martínez Reyes.

## En la cultura popular
Martínez es dramatizado en la serie Bolívar interpretado por Carlos Kajú.